# ヒトスジモチノウオ
ヒトスジモチノウオ (Oxycheilinus unifasciatus) は、ベラ科に属す海水魚の1種。頬に條がいくつも入る。

## 分布
日本国内では、伊豆諸島、小笠原諸島、高知県柏島、愛媛県愛南町、和歌山県串本町、屋久島、琉球列島、南大東島に分布する。
国外では、台湾南部、東沙諸島、南沙諸島、ココス諸島以東のインド洋、イースター島を除く太平洋。

## 形態
全長が40cmに達する大型種。色彩バリエーションに富み、環境に応じて色彩を瞬時に変化させる。雌雄の違いはわかりにくい。尾鰭付け根にある白い横帯が特徴の一つだが、環境に応じて消失することがある。また、頬に赤いラインが細かく入っていることもあり、ホホスジモチノウオに似る。しかし、ホホスジモチノウオと違って、眼の後方の2本のラインが鰓まで達している。
小さいサイズの幼魚には体側中央に1本の暗色の縦帯が見られることが多い。幼魚には体側後方から尾柄の体軸上に2つの眼状斑がある。

## 生態
浅いサンゴ礁の潮通しのよい場所で見られる普通種。